# Fanget i natten (film)
Fanget i natten er en amerikansk film fra 1964, filmen er baseret på teaterstykket af samme navn af Tennessee Williams

## Medvirkende
- Richard Burton som Dr. T. Lawrence Shannon
- Ava Gardner som Maxine Faulk
- Deborah Kerr som Hannah Jelkes
- Sue Lyon som Charlotte Goodall
- James ("Skip") Ward som Hank Prosner
- Grayson Hall som Judith Fellowes
- Cyril Delevanti som Nonno